# Siebleber Straße 24

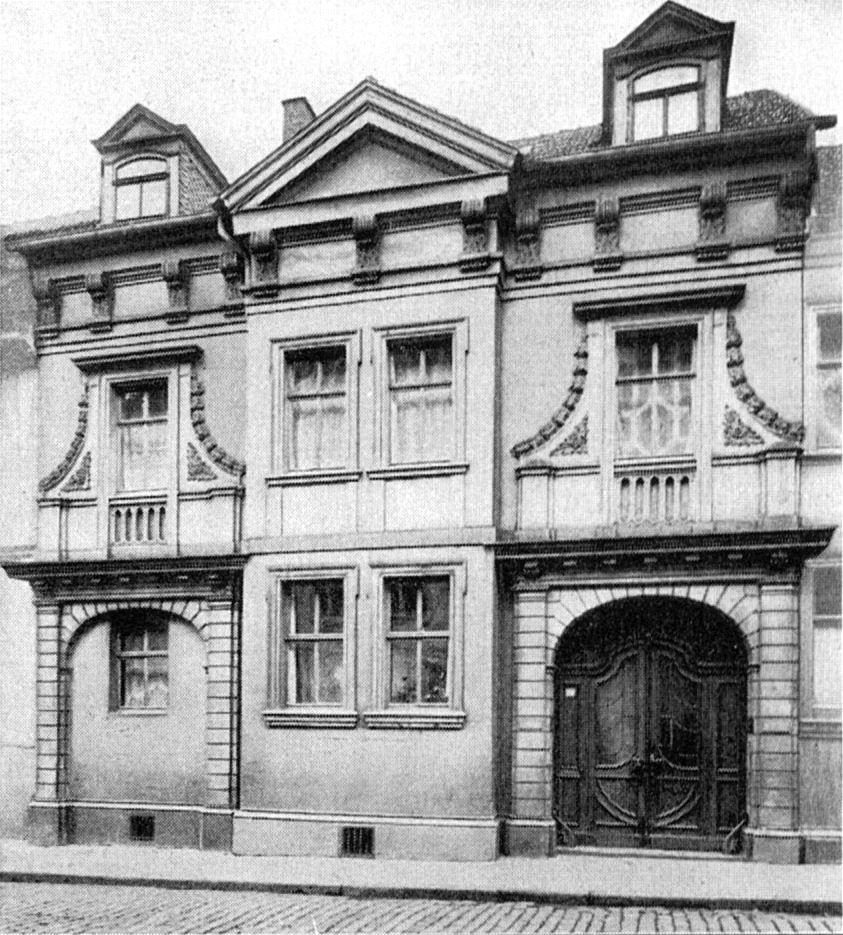
Das Stadtpalais (um 1900)

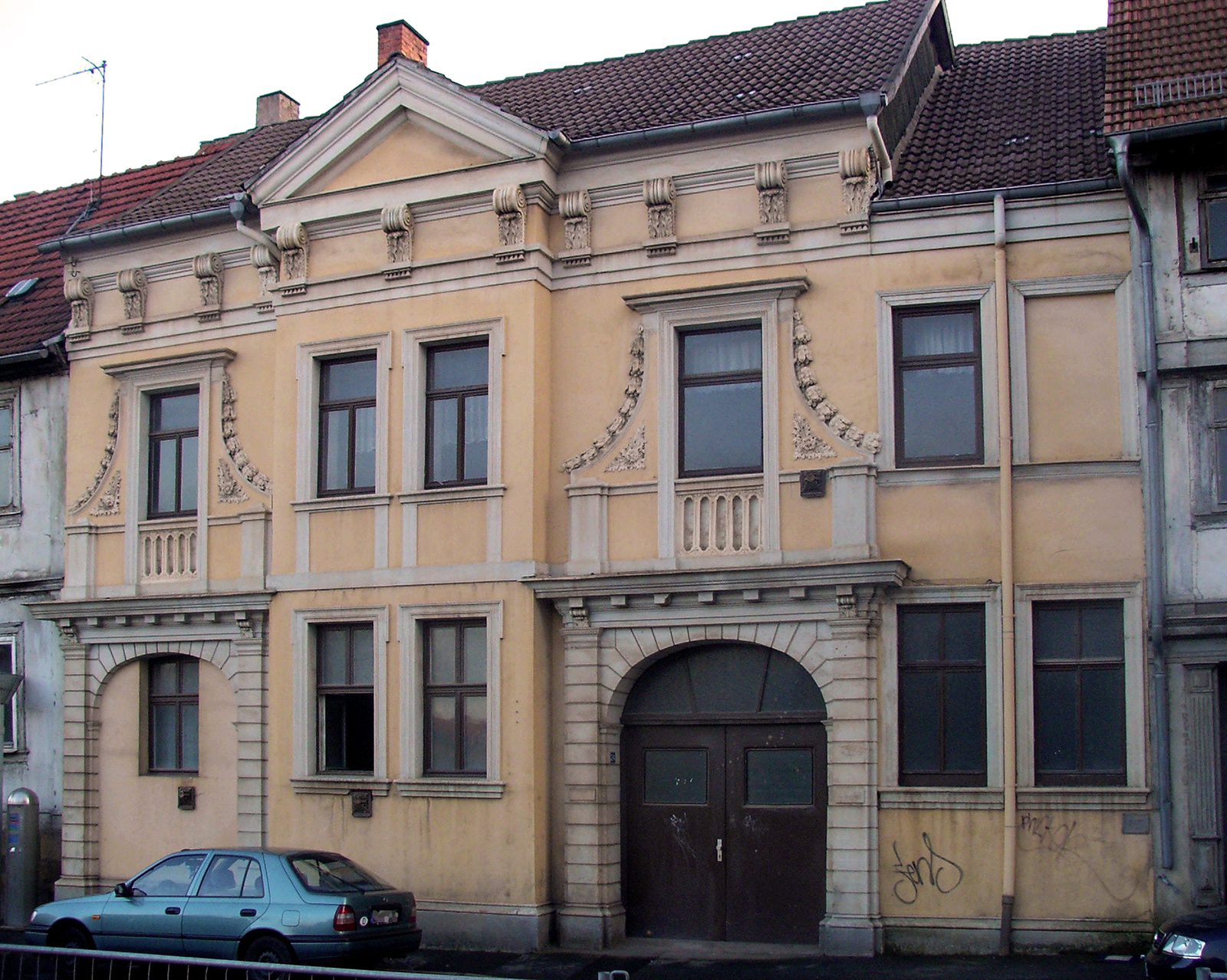
Das Stadtpalais (2003)

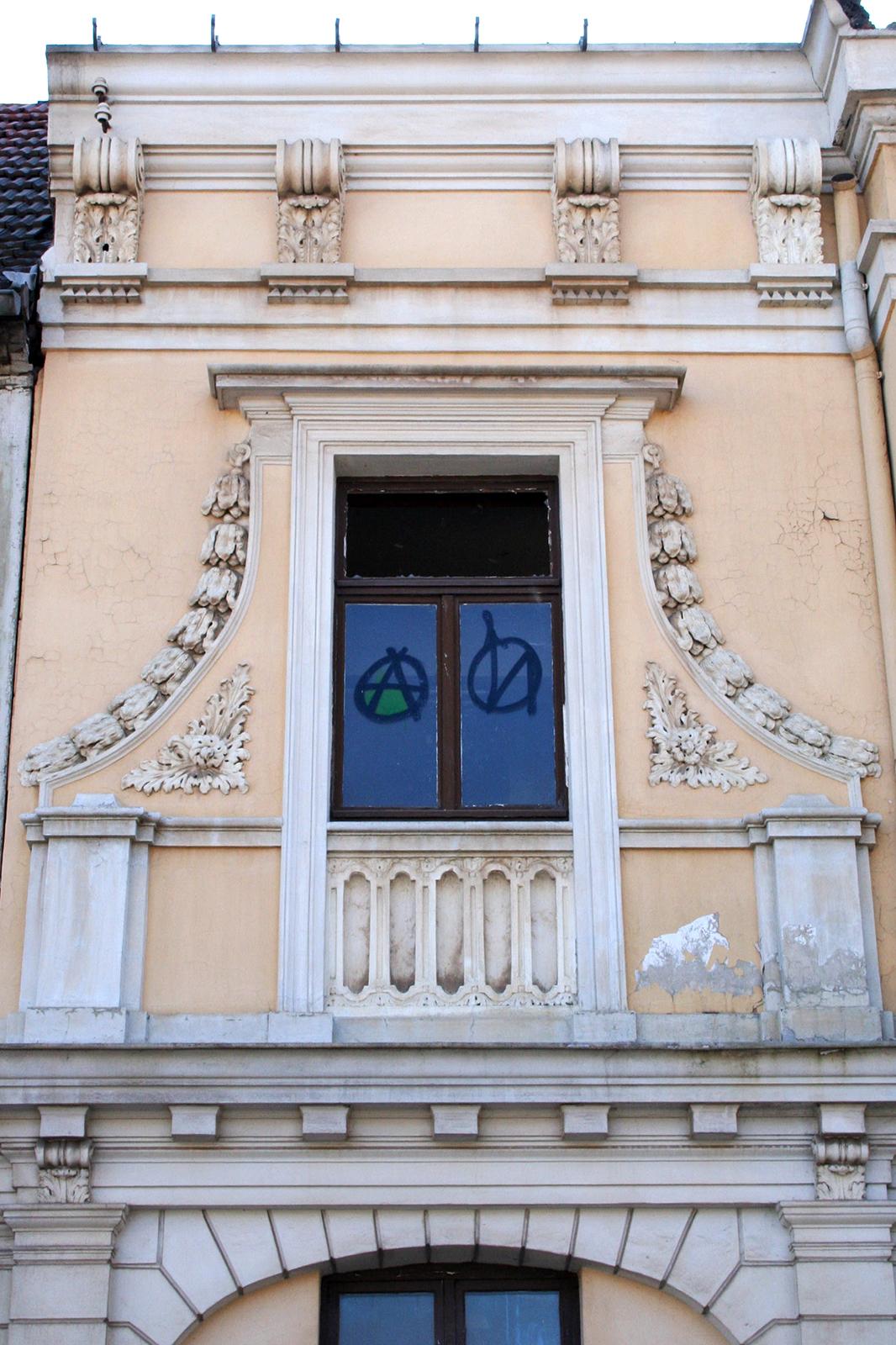
Detail der Fassade (2011)

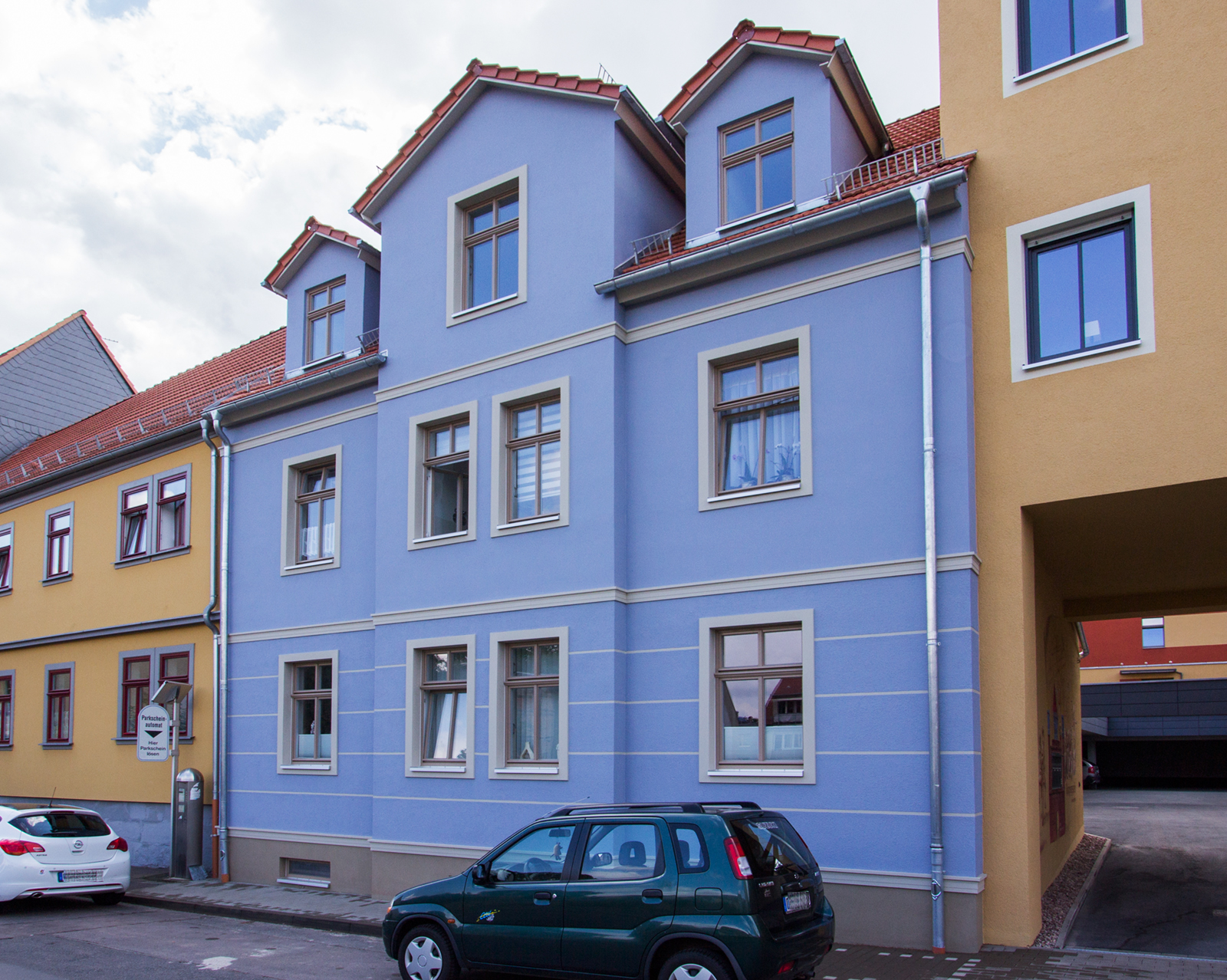
Der Neubau auf dem Grundstück Siebleber Straße 24 (2019)

Das Haus Siebleber Straße 24 war ein Adelspalais aus dem 18. Jahrhundert in Gotha. Das Stadtpalais diente den Adelsfamilien von Wangenheim und von Bassewitz als Wohnsitz. Es trug bis 1858 die Adresse Große Siebleber Gasse 1098/1099 und stand unter Denkmalschutz. 

## Geschichte
Das Adelspalais in der Siebleber Straße kam wahrscheinlich Ende des 18. Jahrhunderts in den Besitz der Familie Wangenheim. Die von Wangenheims gehören dem Thüringer Uradel und besaßen neben Ländereien auch einträgliche Posten am Gothaer Hof. Ein weiterer Wohnsitz der Adelsfamilie befand sich in der Nähe der Siebleber Straße, die Alte Münze, die 1997 abgerissen wurde. Friedrich Walrab Freiherr von Wangenheim, der spätere Herzoglich-Gothaische Generalmajor, Schlosshauptmann und Herr auf Brüheim, bewohnte mit seiner Gattin Anna Sylvia, einer Tochter des Kanzlers Ernst August von Studnitz, das Palais. Danach erbte deren Tochter Christiane Luise, seit 1814 verheiratet mit dem Kammerherrn und Forstmeister Johann Barthold von Bassewitz, das Haus. Die folgende Besitzerin war die unverheiratete Tochter Marie Freiin von Wangenheim. Nach deren Tod ging der Besitz 1885 in die „von Wangenheim-Winterstein’sche Familienstiftung“ über. In den 1890er Jahren bewohnten die Regierungsratswitwe Clara von Bassewitz sowie das Fräulein Marie von Bassewitz das Palais. Danach zogen zu Beginn des 20. Jahrhunderts zunehmend bürgerliche Bewohner ein.
1903 kaufte der Verlagsbuchhändler Paul Matthaei (1851–1923) das Grundstück Siebleber Straße 24. Hinter- und Seitengebäude der Hofanlage des Palais wurden abgerissen, und Hofbaumeister Carl Merten erbaute eine Druckerei. Bereits 1904 wurden die Neubauten bezogen. Den Zweiten Weltkrieg überstanden die Druckerei und das Palais ohne große Schäden. Im Jahr 1968 erfolgte eine Fusion des Unternehmens mit der „Stollberg’schen Druckerei“. 1972 wurde die Firma schließlich enteignet und hieß fortan Druckerei „August Bebel“. 
Im Jahr 1990 wurden die Grundstücke 20 bis 24 rückübertragen und schließlich 1997 an die kommunale Baugesellschaft Gotha (BGG) verkauft. Diese ließ das Palais mit fast allen Druckereigebäuden 2011 abreißen. 2017 stellte die Geschäftsführerin der BGG, Christine Riede,  Pläne für eine Neubebauung der Baulücke Sieblebener Straße 16 bis 26 vor.

## Gebäude
Das Palais war ein Fachwerkbau mit Unterkellerung aus der Zeit nach 1665 und erhielt um 1720 eine barocke massive Fassade. Diese wurde Ende des 19. Jahrhunderts neoklassizistisch umgestaltet und war mit einem vorspringenden Mittelrisalit und Giebeldreieck versehen. Zudem wurde der Risalit von zwei flachbogigen Portalen flankiert. Über den Portalen befanden sich Schmuckbänder aus Akanthusblättern. Auch das Dachgesims war mit Akanthusblättern sowie Voluten verziert.
Die Druckereigebäude hatten Fassaden aus Backstein. Ein Gebäudeteil der Druckerei am Siebleber Wall ist noch erhalten.